# Roridomyces austrororidus
Roridomyces austrororidus (sinónimo: Mycena austrororida) es una especie de hongo de la familia Mycenaceae.

## Descripción
Sus tallos son gruesos, glutinosos, de color blanco casi puro y los píleos (sombreros) convexos. Sus sombreros tienen un diámetro de 1 a 2 cm, su color es crema pálido a blanco.
Las esporas son blancas, lisas y elipsoide, con dimensiones de aproximadamente 9-15x6-9 micras .
Los tallos suelen ser de 4 a 6 cm de largo y el grosor de 0,1 a 0,2 cm. Ellos son suaves y blanco, se pueden encontrar finos pelos blancos en la base del tallo.

## Hábitat y distribución
Mycena austrororida forma pequeñas colonias en la descomposición de troncos húmedos, en los bosques de eucaliptos. Esta especie fue descrita por primera vez en Chile y en Nueva Zelanda, en Australia se los puede encontrar en Queensland, Nueva Gales del Sur, Victoria, Tasmania y Australia Occidental.